# مارتن هروسكا
مارتن هروسكا (بالتشيكية: Martin Hruška)‏ هو لاعب كرة قدم تشيكي في مركز الوسط، ولد في 11 مايو 1981 في Bílá Třemešná ‏ في جمهورية التشيك. لعب مع فيكتوريا بلزن ونادي تيبليتسه ونادي سبارتاك ترنافا.

## وصلات خارجية
- مارتن هروسكا على موقع قاعدة بيانات كرة القدم.إي يو (الإنجليزية)
- مارتن هروسكا على موقع Soccerway.com (الإنجليزية)
- مارتن هروسكا على موقع عالم كرة القدم.نت (الإنجليزية)